# Гужовський Яків Олександрович
Яків Олександрович Гужовський варіант написання прізвища Гужевський (1861 — 22 вересня 1940 року) — депутат Державної думи I скликання від Чернігівської губернії.

## Біографія
За походженням селянин-козак Ніжинського повіту Чернігівської губернії. Сім'я була дуже бідна. За віросповіданням православний. Закінчив двокласне міністерське училище. Подальшу освіту здобув у Чернігівській учительській семінарії. З 1890 по 1894  був сільським вчителем. В юності був прихильником "Народної волі". Потім служив агентом земського страхування Ніжинського повіту. Одне триріччя було повітовим голосним, але на наступне триріччя було викреслено губернатором зі списку голосних. Як член ревізійної комісії брав участь у розкритті зловживань і розтрат у повітовій земській управі. Творець низки гуртків для самоосвіти. Його учням були притаманні ліві погляди, внаслідок чого 9 січня 1906 року після безрезультатного обшуку Гужовський був ув'язнений. У день виборів дізнався, що мав бути засланий до Тобольської губернії. Хоча визначав своє становище у політичному спектрі "лівіше к.д.", після виборів виступив у партію "народної свободи" .
15 квітня 1906 р. обраний до Державної думи I скликання від загального складу виборщиків Чернігівських губернських виборчих зборів. Входив до фракції кадетів, а також відвідував засідання Трудової групи. Самі трудовики Гужовського до своєї фракції не зараховували, а відносили його до кадетів. Підписав законопроект «Про недоторканність членів Державної думи».
Подальша доля детально невідома.
Помер 22 вересня 1940 року у Чернігові. .